# Александрия (Могилёвская область)
Александрия (бел. Александры́я) — агрогородок в Шкловском районе Могилёвской области Беларуси. В составе Александрийского сельсовета. Расположен в 12 км севернее Шклова, в 1 км от железнодорожной станции Копысь.
Малая Родина Президента Республики Беларусь А. Г. Лукашенко.

## География
На противоположном берегу реки Днепр расположен городской посёлок Копысь.

### Гидрография
Река Днепр.

## Этимология
Впервые в летописных источниках местечко Александрия упоминается в 1695 году как центр войтовства в Шкловском графстве, основанное Паном Александром Хадкевичем. От его же имени и название — Александрия.

## История
Не обошла её стороной и Северная война. Под руководством Петра Первого проходил ряд фортификационных работ. А там, где сейчас Петровский вал, был дом царя, который уничтожили в годы Великой Отечественной войны.
В 1772 году при первом разделе Речи Посполитой территория современной Александрии вошла в состав Российской империи.
В 1812 году с берега фельдмаршал Михаил Кутузов форсировал Днепр.
В 1886 году в местечке Александрия было 312 жителей, 2 мельницы, кузница, молельный дом, 2 школы грамоты. До Великой Отечественной войны в деревню провели электричество.
В 1918 году территория нынешнего агрогородка была оккупирована войсками кайзеровской Германии.
С июля 1941 по июнь 1944 года продолжалась немецкая оккупация. Было сожжено 36 домов, разграблено колхозное имущество. 23 июня 1944 года советские войска перешли в наступление. Началась белорусская наступательная операция «Багратион». Освобождение села проходило войсками 2-го Белорусского фронта под командованием генерал-полковника Георгия Захарова. С фронта не вернулось 62 жителя Александрии и её окрестностей.
В 2012 году деревня Александрия преобразована в агрогородок.

## Население
- XVIII век: 1784 — 378 человек.
- XIX век: 1886 — 312 человек[4].
- XX век: 1909 — 682 человек. Согласно сословию: служители церкви 10 чел., мещане 30 чел., селяне 642 чел.; согласно религиозным предпочтениям: христиане 652 чел., иудеи 30 чел.; 1 января 1925 года — 990 чел.; 1939 — 1371 чел.; 1944 — 860 чел.; 1990 — 357 чел.[5]; 1995 — 333 чел.; 1999 — 376 чел.
- XXI век: 2009 — 524 человек[6]; 2019 — 683 человек.

| Графики недоступны из-за технических проблем. См. информацию на Фабрикаторе и на mediawiki.org. |

| Численность населения по годам | Численность населения по годам | Численность населения по годам | Численность населения по годам | Численность населения по годам | Численность населения по годам | Численность населения по годам | Численность населения по годам | Численность населения по годам | Численность населения по годам | Численность населения по годам | Численность населения по годам |
| Год                            | 1786                           | 1886                           | 1909                           | 1925                           | 1939                           | 1944                           | 1990                           | 1995                           | 1999                           | 2009                           | 2019                           |
| ------------------------------ | ------------------------------ | ------------------------------ | ------------------------------ | ------------------------------ | ------------------------------ | ------------------------------ | ------------------------------ | ------------------------------ | ------------------------------ | ------------------------------ | ------------------------------ |
| Население чел.                 | 378                            | ▼312                           | ▲682                           | ▲990                           | ▲1371                          | ▼860                           | ▼357                           | ▼333                           | ▲376                           | ▲524                           | ▲ 683                          |

## Транспорт
Автобусное и железнодорожное сообщение.

## Экономика
ОАО «Александрийское» — сельскохозяйственный комплекс, который известен далеко за пределами Шкловского района и Могилёвской области. Хозяйство ориентировано на передовые технологии. Например, при выращивании грибов хозяйство применяет технологию полного завершённого цикла, при выращивании яблок и чёрной смородины — технологию интенсификации.

## Инфраструктура
Отделение связи, банк, магазины, Дом бытовых услуг, учреждение здравоохранения, дошкольное учреждение, средняя школа, библиотека, спортивный комплекс, гостиница, ресторан, парк, церковь.

## Культура
- Центр культуры и досуга
- Музей ГУО «Александрийская средняя школа Шкловского района»[9]

## События и мероприятия
- 31 мая 2019 года Александрия приняла эстафету огня II Европейских игр[10].

## Праздник Купалье («Александрия собирает друзей»)
Три восточнославянских народа вместе празднуют Купалье вот уже почти 10 лет: первый масштабный фестиваль состоялся в 2010 году, а в 2011 году на нём побывали участники из Смоленской и Киевской областей. Традиция закрепилась, и с каждым годом к хозяевам-белорусам, россиянам и украинцам присоединяется всё больше друзей и из других стран.
Сегодня мост, рядом с которым проходит фестиваль, соединяет два района и две области Беларуси — Шкловский на Могилёвщине и Оршанский на Витебщине. Он связывает городской посёлок Копысь и Александрию — малую Родину Президента страны. Александр Лукашенко поддержал идею проведения праздника братских народов, которых объединяют общие традиции, исторические и культурные события.
Купалье в Александрии стало настоящим культурным брендом Беларуси. И если первый праздник на Могилёвщине собрал 3 тысячи человек, то в 2018 году на фестивале побывало более 110 тысяч гостей, в том числе из Литвы, Латвии, Эстонии, Польши и Германии.
Растёт и территория праздника, а вместе с ней — калейдоскоп купальских событий. Это и народные забавы — хороводы, прыжки через костёр, плетение венков, поиск папараць-кветкi, и «город мастеров», и масштабные выставки-ярмарки, аттракционы, мастер-классы, конкурсы.
Кульминацией праздника неизменно становится гала-концерт. На сцене в Александрии побывали такие зарубежные и белорусские исполнители, как Александр Буйнов, Таисия Повалий, Тина Кароль, Игорь Корнелюк, Алёна Ланская, Александр Солодуха, Сергей Трофимов, Искуи Абалян и многие другие.

## Достопримечательности
- Трофимова криница[13]. Недалеко от Александрии в тихом живописном месте есть хрустальной чистоты источник, к которому едут отведать ключевой водицы за десятки, сотни, а то и тысячи километров. Люди верят: вода в Трофимовой кринице не просто вкусная, она обладает чудодейственными свойствами. По словам местных старожилов, в годы Первой мировой и Великой Отечественной войн матери и жены перед тем, как отправить отцов, мужей и сыновей на фронт, приводили их сюда, окропляли, молились, чтобы они вернулись домой невредимые. Большинство вернулись. Уже в наши дни криницу и прилегающую к ней территорию благоустроили.
- Хата родителей Александра Лукашенко. В агрогородке находится родительская хата Александра Лукашенко — восстановленная, а не оригинальная. Найти её довольно просто — напротив вертолётной площадки недалеко от магазина и бани. Хата — компактное деревянное строение, с белоснежными дверью и ставнями, выкрашена в шоколадный цвет. Как и деревянный забор, и пара беседок на небольшом участке.
- Школа. Школу, в которой учился Александр Лукашенко, посещали послы, министры и многие другие высокопоставленные гости. С экскурсиями приезжают большие группы туристов, в том числе дети. Сотрудники школы говорят, что посетители даже придумали легенду, будто нужно обязательно присесть за третью парту на втором ряду (за ней учился Александр Лукашенко), чтобы стать «большим начальником».

### Памятник, скульптура
- Памятник В. И. Ленину
- Воинский мемориал

### Утраченное наследие
- Церковь (XVIII в.)

## Известные уроженцы
- Николай Иванович Иванченко (род. 1947) — белорусский политик.
- Фёдор Матвеевич Иванченко (род. 1929) — белорусский архитектор.